# Anastasiya Zagoruiko
Anastasiya Guennadievna Zagoruiko –en ruso, Анастасия Геннадиевна Загоруйко– (nacida como Anastasiya Romanova, Zavodoukovsk, 15 de octubre de 1988) es una deportista rusa que compite en biatlón. Ganó 6 medallas en el Campeonato Europeo de Biatlón entre los años 2012 y 2018.

## Palmarés internacional
| Campeonato Europeo | Campeonato Europeo   | Campeonato Europeo | Campeonato Europeo |
| Año                | Lugar                | Medalla            | Prueba             |
| ------------------ | -------------------- | ------------------ | ------------------ |
| 2012               | Osrblie (Eslovaquia) | Medalla de oro     | Individual         |
| 2012               | Osrblie (Eslovaquia) | Medalla de plata   | Relevos            |
| 2012               | Osrblie (Eslovaquia) | Medalla de bronce  | Persecución        |
| 2013               | Bansko (Bulgaria)    | Medalla de oro     | Individual         |
| 2016               | Tiumén (Rusia)       | Medalla de oro     | Relevo mixto       |
| 2018               | Val Ridanna (Italia) | Medalla de plata   | Relevo mixto       |